# مامای
مامای (تاتاری: Мамай, Mamay, Khan ,Princes Mamatsou؛ ۱۳۳۵ – ۱۳۸۰) از خاندان کیات، یکی از فرماندهان قدرتمند اردوی زرین در دهه ۱۳۷۰ میلادی بود.اردوی زرین بر سرزمین‌هایی که امروزه بخشی از جنوب روسیه و اوکراین و کریمه هستند مسلط بود.